# Vespertilioninis
Els vespertilioninis (Vespertilionini) són una tribu de ratpenats microquiròpters de la família dels vespertiliònids.

## Taxonomia
Comprèn els següents gèneres:
- Afronycteris, Monadjem, Patterson i Demos, 2020
- Cassistrellus, Ruedi et al., 2018
- Chalinolobus, Peters, (1866).
- Eudiscopus, Conisbee, (1953).
- Falsistrellus, Troughton, (1943).
- Glauconycteris, Dobson, (1875).
- Histiotus, Gervais, (1856).
- Hypsugo, Kolenati, (1856).
- Ia, Thomas, (1902).
- Laephotis, Thomas, (1901).
- Mimetillus, Thomas, (1904).
- Neoromicia, Roberts, (1926).
- Parahypsugo, Hutterer et al., 2019
- Philetor, Thomas, (1902)
- Pseudoromicia, Monadjem et al., 2020
- Tylonycteris, Peters, (1872).
- Vespadelus, Troughton, (1943).
- Vespertilio, Linnaeus, (1758).